# دمپر

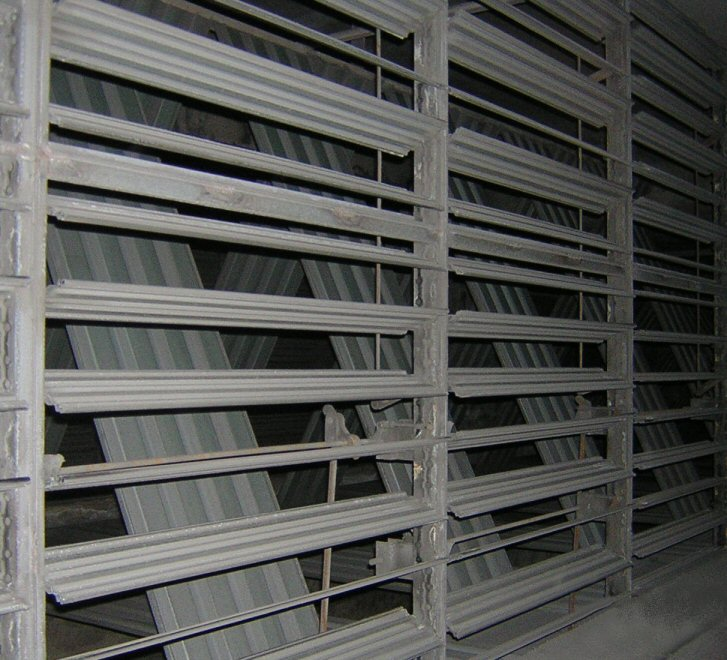
دمپرهای تیغه ای مخالف در مجرای اختلاط.

دمپر دریچه یا صفحه ای است که جریان هوا را در داخل کانال ، دودکش ، هواگیر یا سایر تجهیزات عبور هوا را متوقف یا تنظیم می کند. 
عملکرد دمپر می تواند دستی یا اتوماتیک باشد. دمپرهای دستی توسط یک دسته در قسمت بیرونی یک کانال چرخانده می شوند. دمپرهای اتوماتیک برای تنظیم مداوم جریان هوا استفاده می شوند و توسط موتورهای الکتریکی یا پنوماتیکی کار می کنند و به نوبه خود توسط ترموستات یا سیستم اتوماسیون ساختمان کنترل می شوند. دمپرهای اتوماتیک یا موتوری نیز ممکن است توسط یک شیر برقی کنترل شوند و درجه جریان هوا کالیبره شود. 
دمپر دودکش آب و هوا و حیوانات (مثلاً پرندگان) را بیرون نگه می‌دارد و هوای گرم یا خنک را وارد آن کند. در برخی موارد، دمپر نیز ممکن است تا حدی بسته باشد تا به کنترل سرعت احتراق کمک کند.

## منابع

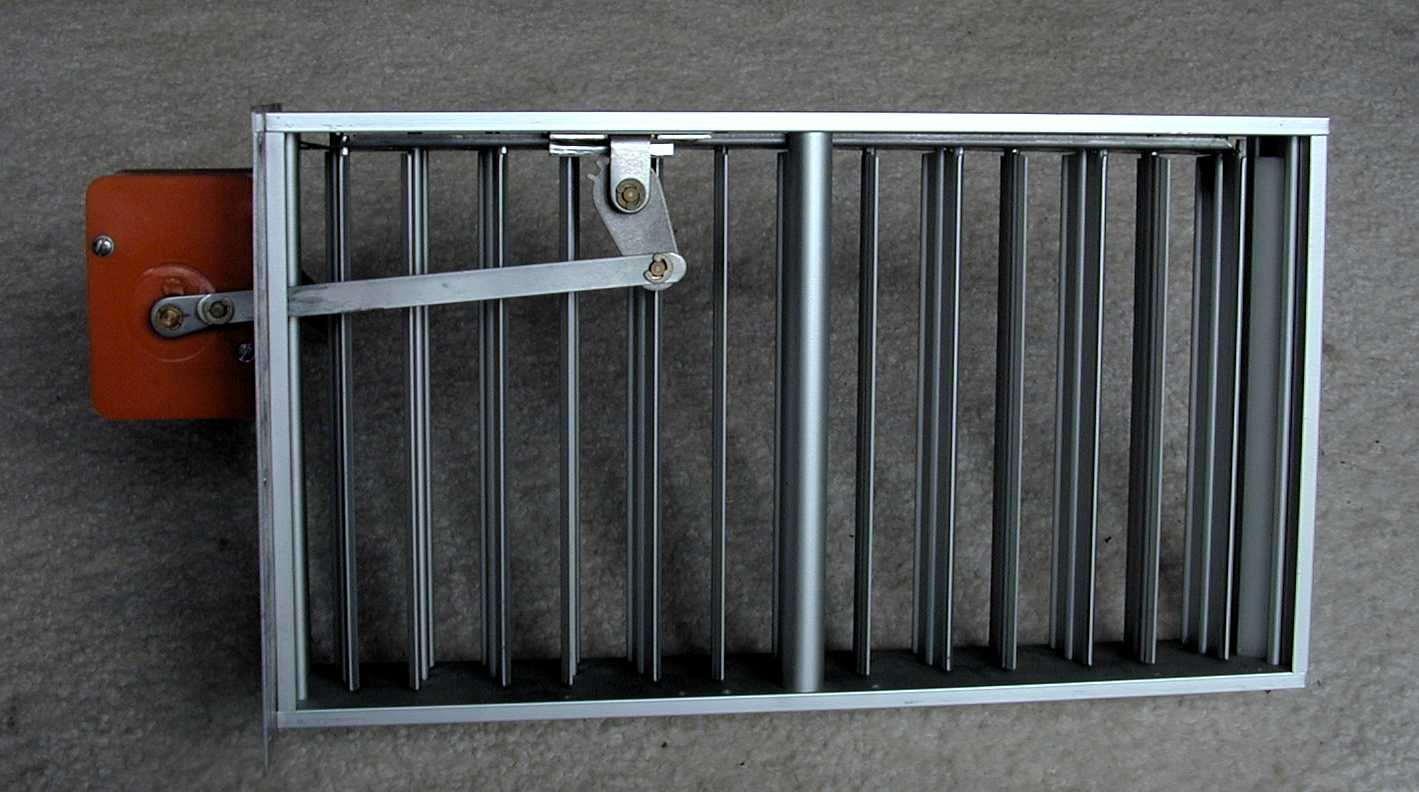
دمپر ناحیه ای با تیغه مخالف

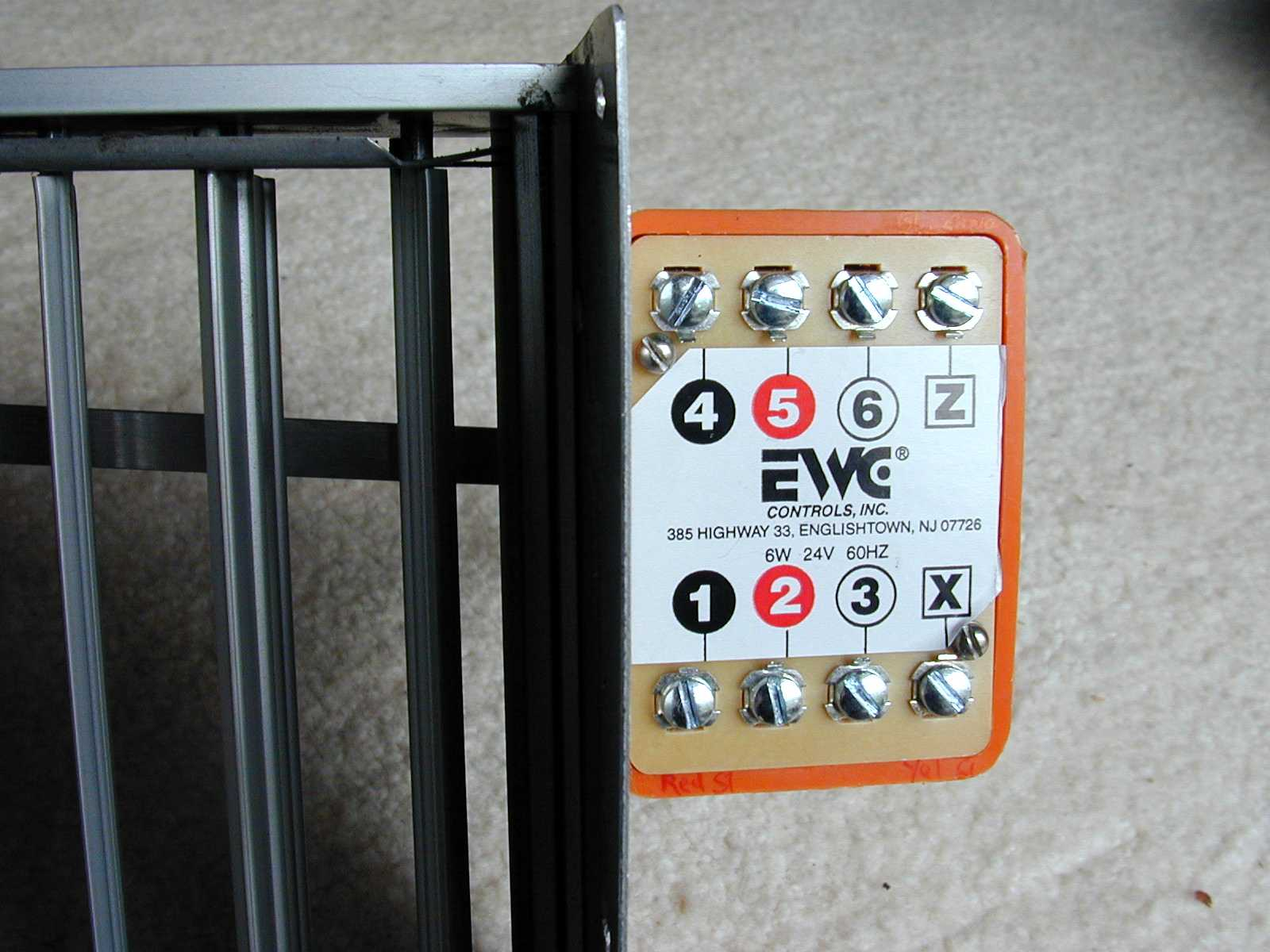
موتوراین دمپر می تواند قدرت الکتریکی را برای کنترل دمپرهای "برده" اضافی تغییر دهد و بار الکتریکی مدار کنترل دمپر و ترانسفورماتور قدرت را به حداقل برساند.